# Folha da Tarde (São Paulo)
Folha da Tarde foi um jornal vespertino brasileiro publicado pela Empresa Folha da Manhã (que publica o jornal Folha de S.Paulo) e distribuído em São Paulo entre os anos de 1949 e 1959 e entre 1967 e 1999. Foi substituído pelo Agora São Paulo.
A Folha da Tarde circulou pela primeira vez em 22 de novembro de 1924, por pouco mais de um mês, para contornar a proibição imposta pelo governo da época ao jornal Folha da Noite, impedido de ir às bancas. Em 1949, o jornal voltou a ser publicado, com a Folha da Manhã e a Folha da Noite. Em 1º de janeiro de 1960, esses três jornais se juntaram para dar origem à Folha de S.Paulo.
Em 19 de outubro de 1967, a Empresa Folha da Manhã lançou um novo jornal com o título de Folha da Tarde, que foi publicado ininterruptamente até 21 de março de 1999. Em 22 de março desse ano, o jornal mudou de projeto gráfico e de nome, passando a se chamar Agora São Paulo.

## Conrad Detrez
O escritor belga Conrad Detrez começou a trabalhar em outubro de 1968 como 'editor especial' da Folha da Tarde. Deixou o jornal um ano depois devido ao aumento da repressão política.